# NGC 79
NGC 79 je eliptická galaxie nacházející se v souhvězdí Andromedy. Objevil ji Guillaume Bigourdan v roce 1884 refraktorem o průměru 12 palců (30,5 cm).